# Embajada de España en Zimbabue
La embajada de España en Zimbabue es la máxima representación legal del Reino de España en la República de Zimbabue. También está acreditada en la República de Zambia desde 1982 y en la República de Malaui desde 1988.

## Embajador
El actual embajador es Santiago Gómez-Acebo Rodríguez-Spiteri, quien fue nombrado por el gobierno de Pedro Sánchez el 8 de noviembre de 2018.

## Misión diplomático
En la República de Zimbabue, España tiene una única representación diplomática concentrada en la embajada de Harare, la capital de Zimbabue, creada en 1980 con carácter residente. Además, España cuenta con dos cónsules honorarios en Lusaka y Lilongue, capitales de Zambia y Malawi respectivamente.

## Historia
España inició relaciones diplomáticas con Zimbabue el mismo año de su independencia, 1980.

## Demarcación
Actualmente la demarcación de Zimbabue incluye:
- República de Zambia: en 1974 España iniciaba relaciones diplomáticas con Zambia y dejaba los asuntos en manos de la Embajada española en Dar es-Salam (Tanzania). En 1982 fue incluida en la demarcación de Zimbabue.

- República de Malawi: España inició relaciones diplomáticas en 1972 cuando se incluyó al país africano dentro de la demarcación de Pretoria, una de las capitales de Sudáfrica. En 1977 pasó a la demarcación de la Embajada española en Tanzania y, finalmente, en 1988, pasó a la demarcación de Zimbabue.

Con anterioridad la demarcación de Zimbabue también contenía:
- República de Botsuana: España estableció relaciones diplomáticas con Botsuana en 1981, pero los asuntos diplomáticos de Botsuana dependieron de la Embajada española en Zimbabue hasta 1994 cuando pasaron a depender de la Embajada española en Windhoek.

- Unión de las Comoras: las relaciones diplomáticas se establecieron en 1983, y dependieron de la Embajada española en Harare hasta 1988 cuando pasaron a depender de la Embajada española en Tanzania. En 1997 pasó a depender de la Embajada española en Pretoria.